# Джурдіньяно
Джурдіньяно (італ. Giurdignano, сиц. Giurdignanu) — муніципалітет в Італії, у регіоні Апулія, провінція Лечче.
Джурдіньяно розташоване на відстані близько 540 км на схід від Рима, 175 км на південний схід від Барі, 35 км на південний схід від Лечче.
Населення — 1962 особи (2014).

Щорічний фестиваль відбувається 19 березня (San Giuseppe), 17 серпня (San Rocco). Покровитель — святий Рох.

## Демографія
Населення за роками:

Станом на 1 січня 2023 року в муніципалітеті офіційно проживали 54 іноземці з 17 країн, серед них 24 громадяни країн Євросоюзу.

## Сусідні муніципалітети
- Джуджанелло
- Мінервіно-ді-Лечче
- Отранто
- Пальмаридж
- Уджано-ла-К'єза